# Ladislav Slovák
Ladislav Slovák (Veľké Leváre, 10 september 1919 - Bratislava, 22 juli 1999) was een Slowaaks dirigent, gespecialiseerd in muziek van de 20e eeuw.

## Opleiding
Slovák studeerde orgel en orkestdirectie aan het conservatorium van Bratislava en behaalde zijn organistendiploma in 1942. In 1945 voltooide hij zijn dirigentenopleiding bij Kornel Schimpl, waarna hij aan de Stedelijke Muziekschool van Bratislava verder studeerde bij Václav Talich. Van 1953 tot 1955 was Slovák assistent van Jevgeni Mravinski in het toenmalige Leningrad, bij het Philharmonisch Orkest van die stad. Hij volgde de repetities van Mravinsky en zijn tweede dirigent Kurt Sanderling en maakte uit eerste hand kennis met de Sovjet-muziek van die tijd. Zo werd Slovák kenner van de muziek van Sergej Prokofjev en Dmitri Sjostakovitsj. De laatste componist ontmoette hij ook persoonlijk.

## Loopbaan
Terug in Tsjecho-Slowakije werd Slovák in 1961 chef-dirigent van het Slowaaks Philharmonisch Orkest, samen met Ľudovít Rajter. Slovák bleef twintig jaar op zijn post. Hij dirigeerde daarnaast de meeste andere orkesten in Tsjecho-Slowakije en was ook elders in Oost-Europa actief.
Hij maakte talrijke plaatopnamen. Hij werd echter buiten zijn vaderland vooral bekend met een complete cyclus van de symfonieën van Sjostakovitsj, opgenomen voor het label Naxos.
- Bibsys: 4112506
- Biblioteca Nacional de España: XX1123825
- Bibliothèque nationale de France: cb139316777 (data)
- Gemeinsame Normdatei: 129074713
- International Standard Name Identifier: 0000 0001 0930 1107
- Library of Congress Control Number: n81125301
- Nationale Bibliotheek van Letland: 000313489
- MusicBrainz: 179d656b-6001-4308-a0e8-cc9ed261639f
- Nationale Bibliotheek van Tsjechië: mzk2004222705
- Nationale bibliotheek van Australië: 35996698
- Nationale Bibliotheek van Israël: 987007422020205171
- Nederlandse Thesaurus van Auteursnamen: 072303883
- Système universitaire de documentation: 066927668
- Trove: 1177997
- Virtual International Authority File: 104824557
- WorldCat: E39PBJhRJCXGY4wt6MvhR7WqwC